# کانگاکو
کانگاکو (به ژاپنی: 漢学, かんがく Kangaku)، مطالعه ژاپنی پیشامدرن در مورد چین بود. کانگاکو همتای کوکوگاکو (دانش ملی ژاپن) و رانگاکو (دانش مطالعات هلندی) بود. دانشمندان کانگاکو را کانگاکوشا (漢学者) می‌نامند.